# Egesibulo
Egesibulo (V secolo a.C. – V secolo a.C.) è stato un ceramista greco antico.

## Biografia
Egesibulo fu un ceramista attivo nella prima metà del V secolo a.C.
La sua firma compare su una kỳlix a figure rosse del Metropolitan Museum of Art di New York.
L'opera è caratterizzata dalla raffigurazione sul fondo, con sobria espressività, di un vecchio che cammina reggendosi ad un bastone e che ha accanto un cane.
Sulla parete esterna della kỳlix sono rappresentate scene di banchetto e di danza.

## Opere
- kỳlix a figure rosse del Metropolitan Museum of Art.